# Grace Drayton
Grace "Gebbie" Drayton, nata Viola Grace Gebbie, e nota anche come Grace Wiederseim (Filadelfia, 14 ottobre 1878 – 31 gennaio 1936), è stata una fumettista e illustratrice statunitense di libri per bambini, pagine di moda e copertine di riviste. Considerata una delle prime e più affermate fumettiste americane, ha creato le bambole Dolly Dingle e la Campbell Soup Kids.

## Biografia
Drayton nacque nel 1878 a Filadelfia con il nome Grace Gebbie, terza figlia di George Gebbie, editore d'arte e Mary Jane (nata Fitzgerald).
Drayton frequentò il Drexel Institute (ora Drexel University) e la Philadelphia School of Design for Women (PSDW). Tra il 1893 e il 1894, mentre era al PSDW, fu allieva dell'artista e insegnante americano Robert Henri. Drayton iniziò la sua carriera come artista freelance nel 1895. Dal 1905 al 1909 fece parte del The Plastic Club, un'organizzazione artistica di Filadelfia. Creò in seguito la Campbell Soup Kids che venne utilizzata negli annunci pubblicitari per Campbell's a partire dal 1904. I bambini della Campbell's Soup e gli altri personaggi dei bambini di Drayton furono disegnati in un grazioso stile da cherubino, spesso con facce rotonde, corpi grassocci e guance rosee.

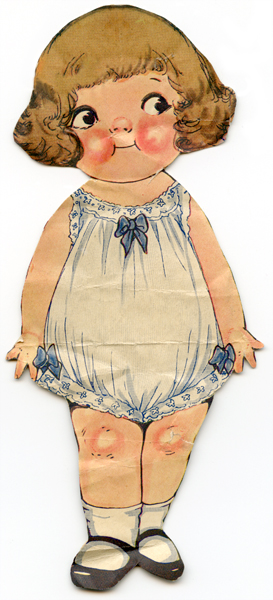
Dolly Dingle

Insieme alla sorella Margaret G. Hays (1874-1925), che partecipò come scrittrice nel periodo 1905-1909, Drayton produsse Le avventure di Dolly Drake e Bobby Blake in Storyland e The Turr'ble Tales of Kaptin Kiddo. Drayton disegnò inoltre le celebri bambole di carta Dolly Dingle, apparse sulla rivista femminile Pictorial Review.
Creò strisce a fumetti per giornali dei sindacati Syndication e Hearst/King Features come Naughty Toodles, Dottie Dimple, Dimples, Dolly Dimples e Bobby Bounce e The Pussycat Princess. Drayton fu la prima donna fumettista a lavorare per Hearst. La Principessa Pussycat venne fondata nel 1935. Dopo la morte di Drayton nel 1936, la striscia fu continuata da Ruth Carroll e Ed Anthony.

## Vita privata
Nel 1900 sposò Theodore Wiederseim. Nel 1911, divorziò da Wiederseim e sposò William Drayton, e iniziò a firmare il suo lavoro come Grace Drayton. Divorziò da Drayton nel 1923. Grace Drayton morì nel 1936 e venne sepolta nel cimitero di Holy Cross a Yeadon, Pennsylvania

## Eredità culturale
I Campbell Soup Kids sono stati per decenni un elemento iconico della strategia pubblicitaria di Campbell's Soup. I disegni e i cimeli di Campbell Soup Kids rimangono popolari tra i collezionisti di antiquariato. È possibile che il lavoro di Drayton abbia avuto una certa influenza sul manga giapponese Shōjo alla fine degli anni '30. Le bambole Dolly Dingle di Drayton fanno parte della Joseph Downs Collection al Winterthur Museum, Garden and Library. Alcuni dei suoi lavori fanno anche parte della collezione del The Cartoon Museum.

## Fumetti
con il nome Grace G. Wiederseim:
- Toodles / Naughty Toodles / Le strane avventure di Pussy Pumpkin e dei suoi amici Toodles! (Hearst, 22 marzo 1903–10 gennaio 1904)[5][10]
- Le avventure di Dolly Drake e Bobby Blake in Storyland ( The Philadelphia Press, 1905–1906), scritto da Margaret G. Hays[11]
- The Turr'ble Tales of Kaptain Kiddo (Philadelphia North American Company, 1909), scritto da Margaret G. Hays[12]
- Dottie Dimple (Hearst, 1908-1911)

con il nome Grace Drayton :
- Fossette (Hearst, gennaio 1914-1918)
- Dolly Dimples e Bobby Bounce (King Features, 1928–Primavera 1933), con striscia di topper Kittens[7]
- The Pussycat Princess (King Features, 1935-1947), scritto da Ed Anthony; opera continuata da Ruth Carroll dopo la morte di Drayton nel 1936